# Рафік Харірі
Рафік Харірі (араб. رفيق بهاء الدين الحريري Арабська вимова: [rafiːq al ħariːriː] Рафік Бага ад-Дін аль-Харірі, (1 листопада 1944 , Сідон  — 14 лютого 2005 , Бейрут )) — ліванський мільярдер і політичний діяч. Загинув в результаті замаху.

## Початок підприємницької кар'єри
У 1970 році в Саудівській Аравії принц Фахд призначив 25-річного бухгалтера Харірі будівельним підрядником королівського двору.

## Прем'єр-міністр
У жовтні 1992 року 46-річний бізнесмен був призначений прем'єр-міністром Лівану і виконував свої обов'язки 12 років з перервою в 1998—2000 роках.
Спочатку політична кар'єра колишнього саудівського будівельного магната і власника компанії «Оджер ентерпрайсіс» ґрунтувалася на гарних відносинах з Сирією. Тверда воля і знання фінансових потоків епохи глобалізації допомогли Харірі за шість років відновити економіку Лівану, якої в результаті громадянської війни 1975—1990 років було завдано збитків на суму понад 25 млрд доларів. При цьому зовнішній борг Лівану виріс до $ 20 млрд, а особистий статок прем'єр-міністра також різко зріс, що дозволяло підозрювати його в корупції. Харірі сприяв поверненню в країну 2 мільярдів доларів особистих заощаджень ліванців, змушених раніше емігрувати.
Рафік Харірі зосередив у своїх руках реальну владу в країні, зробивши пост президента номінальним. При ньому Ліван почав все більше і більше схилятися в бік Саудівської Аравії на шкоду відносинам із Сирією.
Для повернення Лівану до своєї сфери впливу Сирія на президентських виборах у 1998 році підтримала кандидатуру Еміля Лахуда, який, перемігши на виборах, відразу змінив главу уряду, звинувативши його в невдалій економічній політиці — зокрема, в різкому зростанні зовнішнього боргу. У 2000 році очолюваний Харірі політичний блок виграв парламентські вибори і президент Лахуд змушений був затвердити його на посаді глави уряду.

## Фінансовий стан
З 1980-х років Харірі присутній в списку найбагатших людей планети, який складають американським журналом «Форбс». Його особистий статок оцінювався 3,15 млрд доларів. Він володів 50 % акцій державної компанії «Теле-Ліван», контролював деякі національні ЗМІ .
Його приватне видавництво випускало Коран. Фінансував діяльність Центру економічних досліджень імені Харірі. Харірі неодноразово піддавався критиці за операції з нерухомістю, які здійснювала компанія «Солідер» (лідер в сфері цивільного будівництва Лівану).

## Відставка
20 жовтня 2004 року Рафік Харірі пішов у відставку разом з усім кабінетом. Урядова криза була викликана дедалі сильнішим тиском на Ліван і Сирію з боку США та Франції. З їхньої ініціативи Рада безпеки ООН зробила 19 жовтня заяву, що закликає Сирію вивести свої війська з Лівану, а Ліван — роззброїти загони «Хезболли», які контролюють південь країни.
Президент Лівану Еміль Лахуд доручив формування нового уряду просирійському політику Омару Караме (70-річний Омар Карамі в 1990—1991 роках вже очолював уряд).
Після відходу з офіційної політики Харірі очолив опозицію, яка вимагала виведення з території Лівану сирійських військ.

## Загибель і похорони
РаФІК Харірі загинув 14 лютого 2005 року в Бейруті в результаті терористичного акту — направленого[уточнити] вибуху бомби. Крім Р. Харірі загинули ще 21 особа.
Похований 16 лютого в центрі Бейрута, недалеко від мечеті Мухаммеда аль-Аміна (Мохаммеда Аміна), яка раніше була побудована на його особисті кошти. Похорон Рафіка Харірі перетворилися на багатотисячну антисирійську демонстрацію. Попрощатися з ним вийшли близько 200 тисяч людей різного віросповідання. Процесія розтягнулася на три кілометри. На площі біля мечеті почалася тиснява, в якій постраждав син покійного. Учасники похоронної церемонії були різко налаштовані проти Сирії та сирійських військ, які окупували Ліван з 1976 року, а також проти нинішніх просирійської влади Лівану. Ніхто з офіційних осіб не наважився з'явитися на похоронах — лідери опозиції і родичі вбитого звинуватили правлячий режим у вбивстві.
Символічна похоронна процесія пройшла в Сидоні, рідному місті Харірі на півдні Лівану. Багатотисячний натовп його прихильників і шанувальників пройшов вулицями з його портретами і порожньою труною. Справа закінчилася сирійськими погромами.

### Міжнародна реакція

#### США
15 лютого 2005 року США відкликали свого посла в Сирії — Маргарет Скоубо — «для термінових консультацій у зв'язку з вбивством Рафіка Харірі». Не звинувачуючи Сирію безпосередньо, державний департамент США заявив, однак, що «саме сирійська військова присутність в Лівані і її втручання в ліванську політику є причиною ліванської нестабільності».
Одночасно США заявили про намір ввести нові санкції проти Сирії у зв'язку з тим, що вона не виконує резолюцію 1559 Ради Безпеки ООН, що вимагає негайного виведення сирійських військ з Лівану.
На похоронах Рафіка Харірі заступник держсекретаря США Вільям Бернс ще раз зажадав «негайного і повного виведення сирійських військ з Лівану».

#### Франція
Президент Франції Жак Ширак зажадав проведення незалежного міжнародного розслідування. Однак глава МВС Лівану Сулейман Франж'є відкинув цю ідею, заявивши, що всі силові структури країни не сумніваються в тому, що теракт був організований смертником.

#### Іран
Віце-президент Ірану Мохаммед Реза Ареф і прем'єр Сирії Наджи Отрі після переговорів в Тегерані 16 лютого 2005 року оголосили, що їх країни відтепер виступатимуть проти Америки єдиним фронтом.
Другим підозрюваним в організації теракту проти Харірі, крім Сирії, є рух «Хезболла», що діє на півдні Лівану і в Сирії і фінансується Іраном.

#### ООН
15 лютого 2005 року Рада Безпеки ООН прийняла резолюцію, що вимагає «віддати правосуддю виконавців, організаторів і спонсорів жахливого теракту». У цьому документі відповідальність також не покладено на Сирію безпосередньо, проте в ньому присутнє нагадування про «необхідність виконання всіх відповідних резолюцій, що вимагають відновлення територіальної цілісності, суверенітету і політичної незалежності Лівану».
Під тиском світової спільноти, викликаним загибеллю Харірі, Сирія була змушена повністю вивести свої війська з Лівану. Останні сирійські війська покинули країну 10 квітня 2005 року, після 30 років своєї присутності.

## Розслідування
Тим часом під егідою ООН була створена незалежна слідча комісія на чолі з німецьким слідчим Детлевом Мелісом (його прізвище у пресі нерідко невірно пишуть як «Мехліс»). У вересні Меліс допитав у Дамаску сімох високопоставлених сирійських військових, в тому числі керівника МВС бригадного генерала Газі Канаана, який протягом 20 років керував діяльністю сирійських спецслужб у Лівані.
Газі Канаан, як і влада Сирії, категорично заперечувала свою причетність до вбивства. На 25 жовтня 2005 року була призначена публікація звіту комісії Меліса. 12 жовтня в Дамаску було оголошено про те, що Газі Канаан наклав на себе руки.
За версією іранської газети The Tehran Times, до вбивства причетні спецслужб з США; також газета наводить думку американського журналіста Сеймура Герша, опубліковану в арабській газеті Al Watan, що до вбивства причетний віце-президент США Дік Чейні .
На думку лідера ліванського політичного руху «Тавхід» Віама Вахаба, за вбивством Харірі стояв один з командирів руху «Хізбалла» Імад Мугнія.
Наприкінці травня 2009 року представник Комісії ООН з розслідування обставин загибелі Харірі заявив, що до цього вбивства причетні офіцери відділу спецоперацій " Хезболли ".
Обвинувальний висновок Міжнародного трибуналу було передано владі Лівану 18 серпня 2011 року. У ньому міститься вимога заарештувати 5 високопоставлених членів Хізбалли, яких трибунал звинувачує у вбивстві прем'єр-міністра.

### Резолюція Радбезу ООН
31 жовтня 2005 року Рада Безпеки ООН одноголосно прийняла резолюцію по Сирії. У ній говориться, що, «враховуючи ступінь проникнення агентури сирійських спецслужб до ліванського суспільства, представляється малоймовірним, що сирійці не знали про підготовлюваний замах».
Резолюція вимагає від Сирії більш тісної співпраці з комісією Детлева Меліса — зокрема, допити сирійських підозрюваних повинні проводитися поза межами Сирії і без присутності сирійської влади. Сирія погодилася на це. Президент Сирії Башар Асад заявив про створення власної комісії з розслідування обставин загибелі Харірі. Він також обіцяв посилити контроль за в'їжджаючими до Сирії громадянами арабських країн, які потім, як стверджують США, перебираються до Іраку і поповнюють ряди іракських бойовиків.

### Міжнародний трибунал у Гаазі
1 березня 2009 року в Гаазі розпочав роботу міжнародний трибунал, який розглядав справу про вбивство Рафіка Харірі. 30 червня 2011 року представники Спеціального трибуналу по Лівану передали ліванському уряду обвинувальний висновок у справі про це вбивство.
Обвинувальний висновок включає в себе 130 сторінок. У ньому сказано, що четверо активістів «Хезболли» брали участь 14 лютого 2005 року в атаці, в результаті якої загинули колишній прем'єр-міністр Лівану Рафік Харірі і ще 21 людина. Головними організаторами названі дві вищі члена шиїтської політичної організації «Хезболла». Один з них — глава контррозвідки «Хезболли» Мустафа Амір Бадреддін, діяв під ім'ям ліванського християнина Самі Ісса. Бадреддін є близьким родичем убитого в 2008 році в Дамаску оперативного командувача «Хезболли» Імада Мугніє. Другий шиїтський терорист, який організував вбивство — глава «каральної секції» Салім Джаміль Айаш. Названо ще двоє підозрюваних: Хусейн Хасан Онейсі і Асад Хасан Сабра.
18 серпня 2020 року Спеціальний міжнародний трибунал у Гаазі визнав Саліма Джаміля Айяша винним у змові з метою вчинення теракту, вбивстві Рафіка Харірі та ще 21 особи і у спробі вбивства ще 226 (внаслідок вибуху). З трьох інших підозрюваних бійців "Хезболли" звинувачення зняті через наявність лише опосередкованих доказів.

## Нагороди
- Командор Національного ордена Кедра (1983 рік)
- Кавалер Великого хреста ордена «За заслуги перед Італійською Республікою» (Італія, 5 листопада 1997 року)[14]
- Командор ордена «За заслуги перед Італійською Республікою» (Італія, 27 грудня 1982 року)[15]
- Кавалер Великого хреста ордена Почесного легіону (Франція, 1996 рік)
- Офіцер ордена Почесного легіону (Франція, 1986 рік)
- Кавалер ордена Почесного легіону (Франція, 1981 рік)
- Кавалер ордена Мистецтв і літератури (Франція, 1983 рік)
- Орден Визволителя Сан-Мартіна (Аргентина, 1995 рік)
- Орден «За дипломатичні заслуги» ступеня Grand Gwang Hwa (Республіка Корея, 1997 рік)
- Велика ланцюг ордена Трону (Марокко, 1997 рік)
- Кавалер Великого хреста ордена Зірки Румунії (Румунія, 2002 рік)